# ديفيد كارول (موزع)
ديفيد كارول (بالإنجليزية: David Carroll)‏ هو موزع أمريكي، ولد في 15 أكتوبر 1913 في تلورفيل في الولايات المتحدة، وتوفي في 22 مارس 2008 في سان خوسيه في الولايات المتحدة.

## وصلات خارجية
- ديفيد كارول على موقع ميوزك برينز (الإنجليزية)
- ديفيد كارول على موقع ديسكوغز (الإنجليزية)